# Polymorphus actuganensis
Polymorphus actuganensis es una especie de acantocéfalo del género Polymorphus, familia Polymorphidae. Fue descrita por Petrochenko en 1949. Se encuentra en Eurasia. Su probóscide tiene 18 hileras de 8 ganchos.